# Federica Radicchi
Federica Radicchi (Roma, 21 de dezembro de 1988) é uma jogadora de polo aquático italiana, medalhista olímpica.

## Carreira
Radicchi disputou duas edições de Jogos Olímpicos pela Itália: 2012 e 2016. Seu melhor resultado foi a medalha de prata nos Jogos do Rio de Janeiro.